# 인도이란인
인도이란인(영어: Indo-Iranian peoples) 또는 아리아인(Ā́rya)은 인도유럽어족 계열의 인도이란어파를 사용하는 인도유럽인 집단의 총칭, 또는 선사시대 인도이란조어를 사용하던 인도유럽인 유래의 한 집단을 가리키는 말이다.

## 같이 보기
- 안드로노보 문화
- 박트리아-마르기아나 문화
- 아리아인